# 埃格峰
49°17′34″S 73°05′54″W / 49.29278°S 73.09833°W

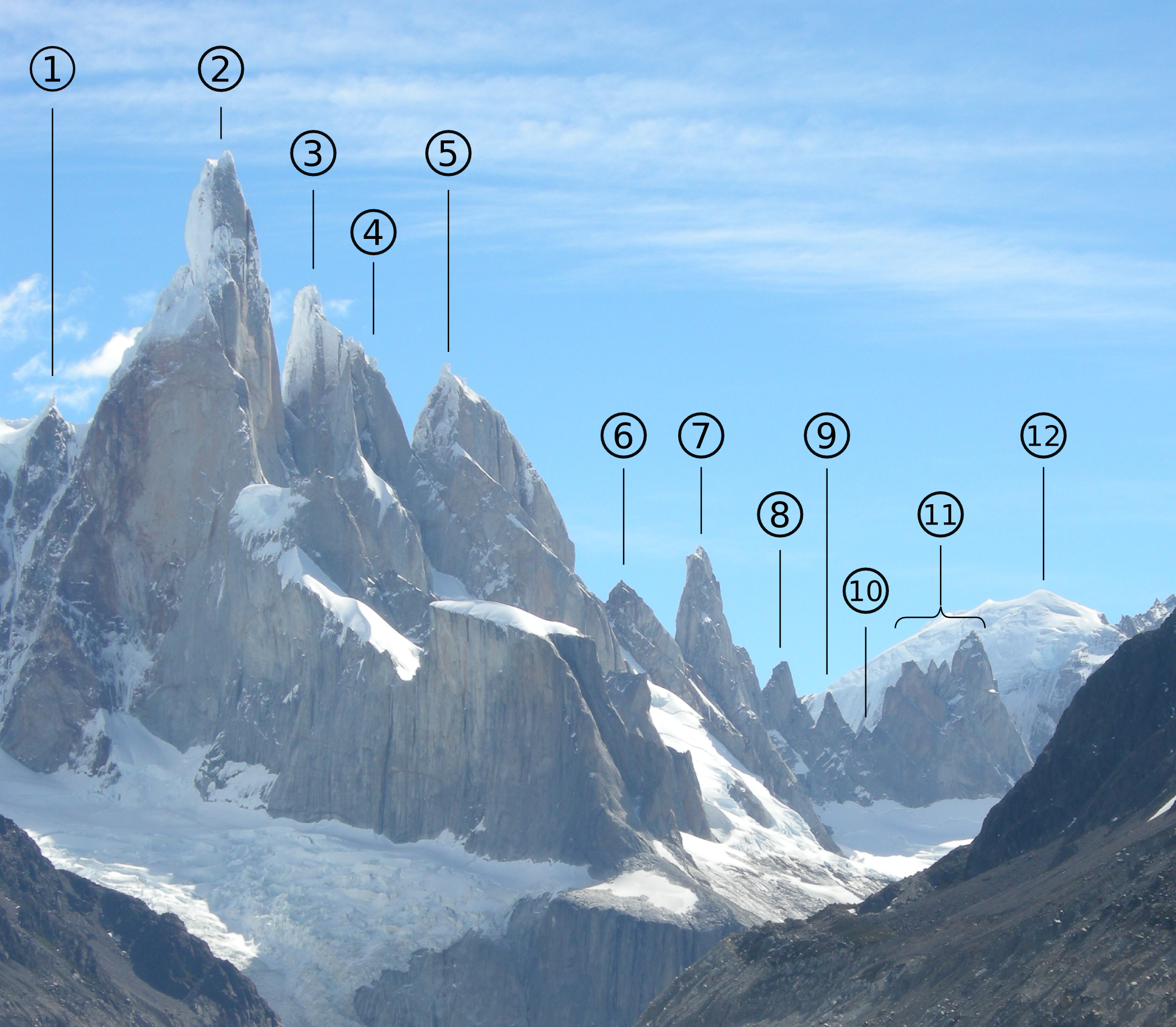

埃格峰（德語：Torre Egger），是南美洲的山峰，屬於安第斯山脈的一部分，海拔高度2,685米，該山峰以奧地利登山者命名，人類在1976年2月22日首次登頂，阿根廷和智利對主權發生爭議。